# Johann Wilhelm von Sachsen-Gotha-Altenburg

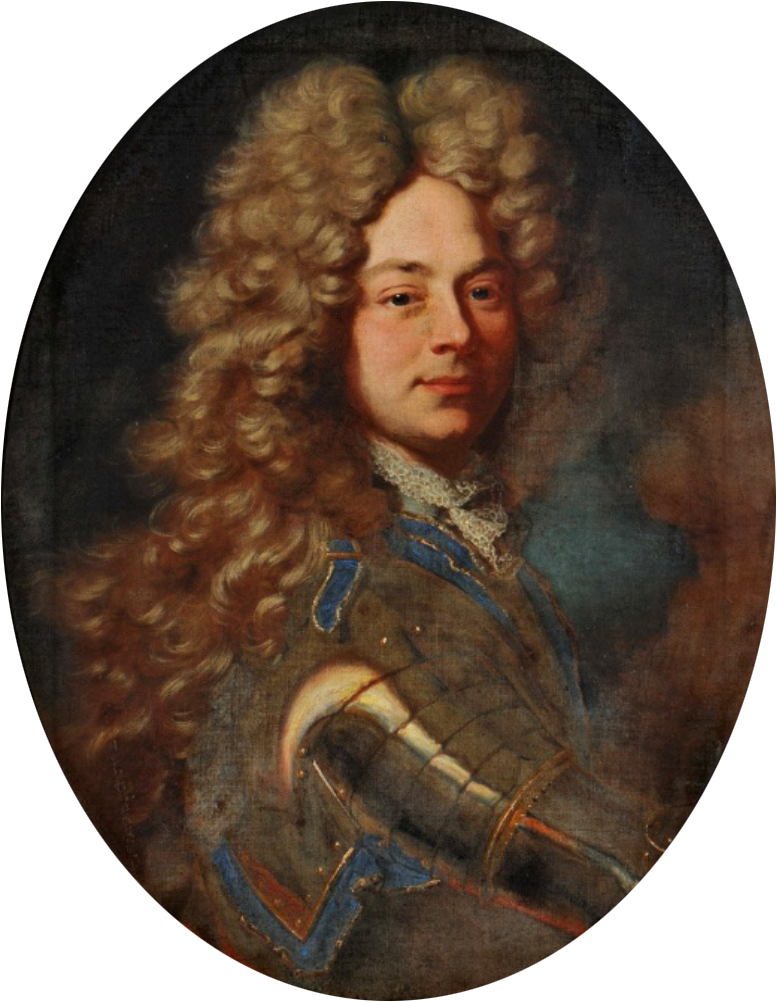
Gemälde des Herzogs Johann Wilhelm von Sachsen-Gotha-Altenburg, Hyacinthe Rigaud

Johann Wilhelm von Sachsen-Gotha-Altenburg (* 4. Oktober 1677 in Gotha; † 15. August 1707 in Toulon gefallen) war ein Prinz von Sachsen-Gotha-Altenburg und kaiserlicher General. Als Herzog zu Sachsen wird er auch als Johann Wilhelm VIII. gezählt.

## Leben
Johann Wilhelm war der zweite Sohn des Herzogs Friedrich I. von Sachsen-Gotha-Altenburg (1646–1691) und dessen Ehefrau Magdalena Sibylle (1648–1681), Tochter des Herzogs August von Sachsen-Weißenfels. Johann Wilhelm wurde sorgfältig erzogen und war, wie sein älterer Bruder Friedrich, dem er zeit seines Lebens sehr nahestand, noch minderjährig, als sein Vater starb.
Johann Wilhelm war als jüngerer Sohn des Herzogshauses für den Militärdienst bestimmt. Nach seiner Kavalierstour nach Frankreich und Holland, die er gemeinsam mit seinem Bruder unternommen hatte, trat er 1693 in die Reichsarmee ein. 1695 ging er in die Niederlande und wurde Generaladjutant des Königs Wilhelm III. Zwei Jahre später wurde er von Kaiser Leopold I. zum Generalfeldwachtmeister ernannt und kämpfte gegen Frankreich und gegen die Osmanen in Ungarn. 1701 ging er nach Polen und diente unter Karl XII., der ihn ein Jahr später nach Schweden schickte. Auf der Überfahrt dahin erlitt er Schiffbruch und erreichte die Küste nur auf dem gekappten Mastbaum des Schiffes.
Im Jahr 1705 wechselte Johann Wilhelm wieder in das österreichische Heer. Er erhielt den Oberbefehl über das gothaische Kontingent der Reichsarmee und wurde zum Generalfeldmarschallleutnant befördert. Im Spanischen Erbfolgekrieg nahm er unter Prinz Eugen an der Schlacht bei Turin teil. Bei der Belagerung von Toulon wurde der 29-Jährige durch eine Musketenkugel ins linke Auge getroffen und starb. Sein Leichnam wurde nach Gotha überführt und schließlich in der Fürstengruft von Schloss Friedenstein bestattet.